# Luregn Mathias Cavelty

Luregn Mathias Cavelty (1992)

Luregn Mathias Cavelty (* 1. April 1935 in Schluein, heimatberechtigt in Schluein) ist ein Schweizer Politiker (CVP).

## Biografie
Cavelty absolvierte das Gymnasium in Disentis und begann danach mit dem Rechtsstudium an der Universität Freiburg, wo er zur "Stellung der Geistlichen im schweizerischen öffentlichen Recht" promovierte (Dr. iur.). Ab 1963 war er als Rechtsanwalt in Chur tätig.
In den Jahren 1961 bis 1964 arbeitete er im Sekretariat der Konservativ-Christlichsozialen Volkspartei. 1965 wurde er Landammann des Kreises Ilanz, und noch im gleichen Jahr nahm er Einsitz im Grossen Rat des Kantons Graubünden. Von 1975 bis 1980 war er Präsident der CVP Graubünden. Per 29. November 1971 wurde er in den Nationalrat gewählt; er war dort in verschiedenen Kommissionen tätig. Per 20. Juni 1979 gelang ihm die Wahl in den Ständerat, den er im Amtsjahr 1989/90 als Ständeratspräsident leitete. Im Ständerat wurde er am 16. Dezember 1994 verabschiedet, am 23. Januar 1995 wurde sein Nachfolger, Christoffel Brändli, vereidigt.
Cavelty engagierte sich vor allem im Verkehr, Tourismus und Medien. Er präsidierte von 1973 an die Bergbahnen Disentis AG, von 1987 bis 1994 die Litra, von 1987 bis 1998 den Verkehrsverein Graubünden und schliesslich seit 1997 die Cuminanza Rumantscha Radio e Televisiun. Zudem ist er seit 1996 Präsident der Schweizer Patenschaft für Berggemeinden.